# Гілл (Массачусетс)
Гілл (англ. Gill) — місто (англ. town) в США, в окрузі Франклін штату Массачусетс. Населення — 1551 особа (2020).

## Демографія
Згідно з переписом 2010 року, у місті мешкало 1500 осіб у 568 домогосподарствах у складі 377 родин. Було 608 помешкань
Расовий склад населення:
| - 96,6 % — білих - 1,3 % — азіатів - 0,9 % — чорних або афроамериканців - 0,2 % — корінних американців |

До двох чи більше рас належало 0,9 %. Частка іспаномовних становила 0,8 % від усіх жителів.
За віковим діапазоном населення розподілялося таким чином: 19,1 % — особи молодші 18 років, 67,1 % — особи у віці 18—64 років, 13,8 % — особи у віці 65 років та старші. Медіана віку мешканця становила 46,8 року. На 100 осіб жіночої статі у місті припадало 98,9 чоловіків;  на 100 жінок у віці від 18 років та старших — 97,7 чоловіків також старших 18 років.
Середній дохід на одне домашнє господарство  становив 79 976 доларів США (медіана — 69 226), а середній дохід на одну сім'ю — 90 744 долари (медіана — 82 688). Медіана доходів становила 47 500 доларів для чоловіків та 40 268 доларів для жінок. За межею бідності перебувало 5,8 % осіб, у тому числі 1,7 % дітей у віці до 18 років та 1,1 % осіб у віці 65 років та старших.
Цивільне працевлаштоване населення становило 1056 осіб. Основні галузі зайнятості: освіта, охорона здоров'я та соціальна допомога — 43,0 %, виробництво — 11,5 %, роздрібна торгівля — 9,4 %.